# شنژن انرژی
شنژن انرژی (انگلیسی: Shenzhen Energy) شرکت برق چینی است، که در سال ۱۹۹۳ تأسیس شد.